# Ивановский областной драматический театр
Ивановский областной драматический театр — драматический театр города Иваново.

## История
Театр основан 5 февраля 1933 года. Образовался путём слияния трупп ранее существовавших в городе театров — Рабочего театра Облпрофсовета (бывший театр Пролеткульта 1924 г.), Театра юного зрителя (1929 г.) и передвижного Театра Музкомедии (1931 г.). Первоначально располагался в здании Нардома (бывший кинотеатр «Великан»).
Свой первый сезон театр открыл спектаклем по пьесе Александра Зархи «Улица радости». С 1934-го по 1940 год художественным руководителем и ведущим актером Ивановского драматического театра был М. Л. Курский (1892—1942), первый из ивановских артистов заслуженный артист РСФСР.
1937 год. Театр приглашен на гастроли в Москву. Спектакли: «Коварство и любовь», «Горе от ума», «Слава», «Васса Железнова».

28 сентября 1940 года Областному драматическому коллективу была предоставлена сцена нового здания советского конструктивизма, построенного на площади имени А. С. Пушкина, и звание «Ивановский Большой драматический театр».

Ивановский Большой драматический театр до закрытия на реконструкцию в 1965 году.

 Новый сезон открыли спектаклем Н. Погодина «Кремлёвские куранты».
Постановка главного режиссёра И. Г. Громова. Роль В. И. Ленина исполнил актёр М. Г. Колесов (1895—1965) первый ивановский актёр впоследствии удостоенный звания народного артиста РСФСР. Играл основные роли в спектаклях: «Хождение по мукам», «Без вины виноватые», «Три сестры», «Бесприданница», «Давным-давно». В Иваново, на доме 43/32 по улице Кузнецова, где проживал народный артист РСФСР М. Г. Колесов, установлена мемориальная доска.
С началом Отечественной войны здание театра было полностью отдано для нужд обороны города. Срочно пересмотрен репертуар, в афишу включена патриотическая драматургия: «Воевода», «Фельдмаршал Кутузов», «Оптимистическая трагедия», «Фронт», «Нашествие», «Русские люди». Труппа играла спектакли, давала концерты в госпиталях, призывных пунктах, выезжала в районные центры. По возвращении драматического театра на основную Большую сцену в 1943 году зрители особо отметили комедию «Укрощение строптивой» У. Шекспира. Постановщик Г. А. Станиславский.
Значительным событием в сценической жизни коллектива конца пятидесятых годов стала постановка пьесы «Живёт на свете женщина» З. М. Агроненко. Этот спектакль о работнице ивановского Меланжевого комбината неоднократно показывался в Москве.
Шестидесятые годы прошлого века — время «оттепели». 1965 год, основное здание драматического театра закрыто на реконструкцию. Труппа временно работает на новой сцене возле Соковского моста (ныне здание «Союза промышленников и предпринимателей» (просп. Шереметевский, 58). Репертуар театра составила наиболее значимая на тот период драматургия: «Обелиск», «Мораль пани Дульской», «Дурочка», «Семья Плахова», «Блоха», «Красавец мужчина», «Больше не уходи», «Поднятая целина», «Большевики», «Моя семья», «Хочу быть любимой», «Соседи по квартире», «Второе дыхание». Формировали афишу новые молодые режиссёры: В. Терентьев, Л. Елшанкин, Е. Табачников, Среди наиболее интересных работ коллектива спектакль «Царь Фёдор Иоаннович» — постановщик И. Т. Бобылёв, режиссёр Ю. И. Книжников. В эти годы коллектив под руководством главного режиссёра Ивана Тимофеевича Бобылёва (впоследствии народного артиста СССР) испытал небывалый творческий подъём . Областной драматический театр смог найти своего зрителя и взаимопонимание молодёжи.  Статус — Большой драматический театр Родины первого Совета города Иваново — сохранялся в афишах и программках коллектива более тридцати лет (гастроли 1970 г. Керчь, Кировоград)
В 1973 году художественным руководителем театра стал К. Ю. Баранов. С его приходом труппа и репертуар театра претерпели изменения. Появились молодые актёры и новые постановки.
В театре долгие годы служил Народный артист СССР Лев Раскатов (1988). В настоящее время на здании театра ему установлена мемориальная доска. Учреждена творческая премия его имени. Лев Викторович Раскатов «Почётный гражданин г. Иванова» (2008).
В 1986 году состоялось открытие Дворца искусств, куда переехали драматический театр, театр музыкальной комедии и театр кукол (см. Ивановский государственный театральный комплекс).
В 1993, 1995, 2001 годах театр принимал участие в фестивале «Голоса истории» в городе Вологда.
В 1994 году спектакль «Невольницы» по пьесе А. Островского был включен в программу фестиваля славянских культур, проходивший в Югославии.
С декабря 2005 года по декабрь 2010 года главным режиссёром театра была Ирина Зубжицкая. В 2017 году она вернулась в театр в качестве художественного руководителя.

## Труппа
Народные артисты СССР:
- Папов, Сергей Иванович
- Бобылёв, Иван Тимофеевич
- Раскатов, Лев Викторович.

Народные артисты РСФСР:
- Вельяминов, Пётр Сергеевич
- Галко, Александр Григорьевич
- Колесов, Михаил Григорьевич
- Пастунов, Александр Михайлович
- Рейнгольд, Семён Моисеевич
- Ростовцев, Иван Алексеевич Ростовский
- Скоромникова, Марина Петровна
- Чернов, Юрий Александрович (1946)

Заслуженные артисты РСФСР:
- Агафонов, А. И.
- Антипин, Константин Петрович (1959)
- Боров, Илья Григорьевич (1934)
- Десятова, Анастасия Максимовна (1968)
- Днепров, Дмитрий Николаевич (1970)
- Дружинина, Августа А. (1945)
- Евгеньева, Евгения Георгиевна (1959) Буренёва
- Евстафьева, Надежда Григорьевна (1956)
- Заборских, Анатолий Карпович (1975)
- Кашаев, Мхамет Баширович (1983)
- Князев, Сергей А.
- Краснослободская, Вера Николаевна (1967) Романовская
- Курский, Михаил Львович (1934)
- Лобачева, Галина Васильевна (1991)
- Маркина, Клавдия И. (1960) Хлюпина
- Пругер, Иосиф Нахимович (1967)
- Серова, Ирма Павловна (1983)
- Смирнов, Валерий Алексеевич (В. Смирнов-Рыжалов) (1977)
- Терентьев, Борис Андреевич (1947)
- Щудров, Виктор Александрович (1956)

Заслуженные деятели искусств РСФСР:
- Белов, Евгений Николаевич (1957) Белоцерковский
- Терентьев, Виктор Сергеевич (1976)

Заслуженный работник культуры РСФСР:
- Вербинина, Наталья Васильевна (1966) Иванова

Почётные звания республик Союза: 
- Народный артист Узбекской ССР (1946) и
- Таджикской ССР (1951)
- Шквалов, Иван Павлович

Заслуженный артист Грузинской ССР:
- Гонтарь, А. А.

Заслуженная артистка Киргизской ССР:
- Лунгрен, Клавдия Семёновна

Заслуженные артисты УССР:
- Соколов, В. В.
- Южанский, Л. В. Лесенко

Заслуженный артист Эстонской ССР:
- Акинфиев, В. П.

```
Главные режиссёры и художественные руководители: Боров И. Г.; Курский М. Л.; Громов И. Г.; Ростовцев И. А.; Южанский Л. В.; Белов Е. Н.; Рейнгольд С. М.; Дубенский Б. Ф.; Бобылёв И. Т.; Терентьев В. С.; Елшанкин Л. В.; Шиманиди Д. Д.; Баранов К. Ю.; Созонтов А. А.
```

Народные артисты РФ:
- Белецкий, Владимир Борисович (1999)
- Криворучко, Иван Семёнович (1994)

Заслуженные артисты РФ:
- Меримсон, Марина Давыдовна (1995) Пономаренко
- Панов, Вениамин Данилович (1999)
- Раскатова, Ольга Львовна (2008)

Заслуженный деятель искусств РФ:
- Ларионова, Евгения Александровна